# Ceratina gossypii
Ceratina gossypii är en biart som beskrevs av Carlos Schrottky 1907. Ceratina gossypii ingår i släktet märgbin, och familjen långtungebin. Inga underarter finns listade i Catalogue of Life.